# هيرواكي هيراتا
هيرواكي هيراتا (平田広明 هيراتا هيرواكي) هو ممثل ياباني ولد في 7 أغسطس 1963 في طوكيو.

## أدواره في الأنمي

### مسلسلات أنمي تلفزيونية
- ون بيس - سانجي, كارو (تحت الاسم المستعار سوكوتسويا (粗忽屋))، ديمارو بلاك، إينوبي، ماغرا، تشوتشون
- غينسومادين سايوكي - شا غوجو
- سايوكي RELOAD - شا غوجو
- سايوكي RELOAD GUNLOCK - شا غوجو
- سايوكي RELOAD BLAST - شا غوجو
- أبطال الديجيتال الجزء الأول - الراوي، ليث، والد يامن و وسيم، زاجل الشاب
- أبطال الديجيتال الجزء الثاني - الراوي، والد يامن و وسيم، زاجل، وسيم البالغ
- أبطال الديجيتال الجزء الثالت - السبع
- أبطال الديجيتال: - ليث
- إلفن ليد - دكتور كاكوزاوا
- إينوياشا - سويكوتسو
- ناروتو - غينما شيرانوي
- ناروتو شيبودن - غينما شيرانوي
- روك لي وأصدقائه النينجا - غينما شيرانوي
- كازي نو يوجيمبو - جورج كوداما
- بلاك لاغون - بيني
- كليمور - روبل
- هاجيمي نو إيبو - كيغو أوكيتا
- كانان - سانتانا
- جنود السايبورغ - فيليب
- إير جير - ياسويوشي سانو
- نايت رايد 1931 - إيساو تاكاتشيهو
- كيكايشي - كاغورو، كورودا غينيتشيرو
- آيرون مان - ينسين
- تايغر آند باني - كوتيتسو تي كابوراغي/وايلد تايغر
- الأرجوحة الطائرة - تاتسورو إيكياما
- أناذر - تشيبيكي
- إخوة الفضاء - موتا نانبا
- سورد آرت أونلاين - كلاين
- سورد آرت أونلاين II - كلاين
- غريت تيتشر أونيزوكا - كيباياشي
- غود إيتر - ليندو أماميا
- صاحب التعاويذ الأزرق: ملك كيوتو الملوث - شيرو فوجيموتو
- رحلة العجائب 24 - تسوبوياكي
- رحلة العجائب: ثأر الأشرار الثلاثة - تسوبوياكي
- بعد المطر - مسامي كوندو
- مطعم الأشباح - الجرسون الشبح
- كواليديا كود - غوتوكو أساناغي
- بنانا فيش - ماكس لوبو

### أنمي الإنترنت
- بي البداية - كيث كازاما فليك
- بي البداية: الخلافة - كيث كازاما فليك
- تايغر آند باني 2 - كوتيتسو تي كابوراغي/وايلد تايغر

### أفلام أنمي
- ون بيس: مغامرة الجزيرة الآلية - سانجي
- ون بيس: مملكة تشوبر في جزيرة الحيوانات الغريبة - سانجي
- ون بيس: مغامرة الطريق المسدود - سانجي
- ون بيس: السيف المقدس الملعون - سانجي
- ون بيس: البارون أوماتسوري والجزيرة السرية - سانجي
- ون بيس: جندي قلعة كاراكوري الآلي - سانجي
- ون بيس: أميرة الصحراء والقراصنة - سانجي
- ون بيس: معجزة الساكورا في الشتاء - سانجي
- ون بيس فيلم: سترونغ وورلد - سانجي
- ون بيس 3D: مطاردة قبعة القش - سانجي
- ون بيس فيلم Z - سانجي
- ون بيس فيلم غولد - سانجي
- ون بيس ستامبيد - سانجي
- ون بيس ريد - سانجي
- إخوة الفضاء 0# - موتا نانبا
- سلسلة أفلام ديجيمون أدفنتشر تراي
  - ديجيمون أدفنتشر تراي الفصل الأول: لم الشمل - الراوي
  - ديجيمون أدفنتشر تراي الفصل الثاني: العزيمة - الراوي، ليومون
  - ديجيمون أدفنتشر تراي الفصل الثالث: الاعتراف - الرجل الغامض
  - ديجيمون أدفنتشر تراي الفصل الرابع: الفقدان - الرجل الغامض
  - ديجيمون أدفنتشر تراي الفصل الخامس: التعايش - الرجل الغامض
  - ديجيمون أدفنتشر تراي الفصل السادس: مستقبلنا - الرجل الغامض
- ديجيمون أدفنتشر: التطور الأخير للروابط - الراوي، زاجل
- سينت سيا: ليجند أوف سانكتشواري - كانسر ديثماسك
- سلسلة أفلام إينيشال دي الجديدة
  - فيلم إينيشال دي الجديد Legend1: الصحوة - بونتا فوجيوارا
  - فيلم إينيشال دي الجديد Legend2: المتسابق - بونتا فوجيوارا
- سورد آرت أونلاين ذا موفي: أوردينال سكيل - كلاين
- فيلم سورد آرت أونلاين بروغريسيف: آريا الليلة الخالية من النجوم - كلاين
- برن ذا ويتش - الرئيس/ بيلي بانكس الابن
- ماكيا: عندما تزهر زهرة الوعد - بارو
- تايغر آند باني The Beginning - كوتيتسو تي كابوراغي/وايلد تايغر
- تايغر آند باني The Rising - كوتيتسو تي كابوراغي/وايلد تايغر

## أدواره في ألعاب الفيديو
- سونيك أند ذا بلاك نايت - كاليبرن
- كينغدوم هارتس II - جاك سبارو
- فاينل فانتسي XII - بالثيير
- ديسيديا 012: فاينل فانتسي - لاغونا لوار
- ألتيميت مارفل فرسس كابكوم 3 - فيرجيل
- كاثرين - أورلاندو
- تيلز أوف إينوسنس - هيبنوس، ريكاردو سولداتو
- جانجريف أوفردوز - جوجي كاباني
- ون بيس: بايريت واريورز - سانجي
- ون بيس: بايريت واريورز 2 - سانجي
- ون بيس: أنليميتد وورلد ريد - سانجي
- ون بيس: بيرنينغ بلاد - سانجي
- ون بيس: وورلد سيكر - سانجي
- غود إيتر - ليندو أماميا
- غود إيتر بورست - ليندو أماميا
- غود إيتر 2 - ليندو أماميا
- غود إيتر 2 ريج برست - ليندو أماميا
- ديجيمون أدفنتشر - الراوي، ليومون
- جوجوز بيزار أدفنتشر: أول ستار باتل - جان بيير بولناريف
- إيتاداكي ستريت: دراغون كويست آند فاينل فانتسي ثيرتيث أنيفيرساري - بالثيير
- تايغر آند باني: أون إير جاك - كوتيتسو تي كابوراغي/وايلد تايغر
- تايغر آند باني HERO'S DAY - كوتيتسو تي كابوراغي/وايلد تايغر

## أدواره في الدبلجة اليابانية
- سلسلة أفلام قراصنة الكاريبي
  - قراصنة الكاريبي: لعنة اللؤلؤة السوداء - جاك سبارو
  - قراصنة الكاريبي: صندوق الرجل الميت - جاك سبارو
  - قراصنة الكاريبي: في نهاية العالم - جاك سبارو
  - قراصنة الكاريبي: في بحار غريبة - جاك سبارو
- أليس في بلاد العجائب (فيلم 2010) - صانع القبعات المجنون
- نادي القتال - الراوي
- الظلال الداكنة - بارناباس كولينز
- ملائكة وشياطين - باتريك ماكينا
- فريندز - جوي تريبياني
- سو - أدام
- موردكاي - تشارلي موردكاي
- أخي الدب - ديناهي
- إي آر - جون كارتر
- روبي - كرو برانوين
- جوكر (فيلم 2019) - آرثر فليك/الجوكر

## وصلات خارجية
- هيرواكي هيراتا على موقع IMDb (الإنجليزية)
- هيرواكي هيراتا على موقع ألو سيني (الفرنسية)
- هيرواكي هيراتا على موقع ميوزك برينز (الإنجليزية)
- هيرواكي هيراتا على موقع قاعدة بيانات الفيلم (الإنجليزية)
- هيرواكي هيراتا على موقع ANN person (الإنجليزية)